# George Forbes
George William Forbes (Lyttelton, 12 maart 1869 – Cheviot, 17 mei 1947) was een Nieuw-Zeelands politicus. Hij was de 22e premier van Nieuw-Zeeland, van 1930 tot 1935.

## Levensloop

### Vroege jaren
Forbes werd geboren in in een klein havenstadje vlakbij Christchurch. Hij bezocht daar de middelbare school. Na zijn afstuderen werkte hij korte tijd in de zaak van zijn vader, maar begon snel een eigen boerderij in Cheviot, ten noorden van Christchurch. Forbes werd ook actief in de lokale politiek.

### Parlementslid
Bij de parlementsverkiezingen van 1902 stelde Forbes zich verkiesbaar. Hij deed mee als onafhankelijke kandidaat, omdat het Liberale Partij voor zijn district iemand anders als kandidaat kozen. Forbes verloor de verkiezingen, maar zes jaar later werd hij wel gekozen voor de Liberalen. De eerste jaren viel Forbes nog niet op, maar toen partijleider Thomas Mackenzie in maart 1912 premier werd schoof hij door naar de positie van Whip. Hij behield die positie toen de Liberalen vanaf juli 1912 in de oppositie terecht kwamen.
Aan het begin van de jaren twintig stonden de Liberalen voor een moeilijke keuze. Aan de ene kant werd de landelijke politiek gedomineerd door de Hervormingspartij van premier William Massey die een stevige grip hadden op de conservatieve kiezer, terwijl steeds meer progressieven kozen voor de Labour-partij. Veel Liberalen geloofden dat een samenwerking aangaan met de Hervormingspartij onvermijdelijk was. Na de dood van Massey benaderde de Liberale partijleider Thomas Wiltford diens opvolger met het voorstel een nieuwe partij te beginnen onder de naam National Party. Forbes vertegenwoordigde de Liberalen tijdens onderhandelingen, die echter stuk liepen doordat Gordon Coates, de nieuwe partijleider van de Hervormingspartij, het voorstel afwees.
Kort na de misgelopen onderhandelingen trad Wilford onverwachts af als partijleider en werd opgevolgd door Forbes. Bij de verkiezingen later dat jaar behaalden de Liberalen slechts elf zetels, tegenover vijfenvijftig zetels van de Hervormingspartij. De Liberale Partij werd zelfs als grootste oppositiepartij voorbijgestreefd door Labour onder leiding van Harry Holland.
De positie van de Liberalen veranderde snel doordat het Liberale parlementslid Bill Veitch een samenwerking zocht met Albert Davy van de Hervormingspartij. Davy was zeer kritisch op zijn eigen partij vanwege wat hij zag als paternalisme en de bemoeizuchtige overheid. Zij vormden samen de United Party. Zowel Forbes als Veitch stelden zich kandidaat voor het partijleiderschap, maar de partij koos voor de voormalige premier Joseph Ward.
Bij de parlementsverkiezingen van 1928 deed de United Party het onverwachts goed en behaalde zevenentwintig zetels, een minder als de Hervormingspartij. De United Party vormde een coalitie met Labour onder leiding van Ward. Forbes werd minister met de portefeuilles ruimtelijke ordening en landbouw. Ward verkeerde in slechte gezondheid en Forbes trad steeds vaker op als zijn vervanger. In mei 1930 volgde hij Ward officieel op als premier.

### Premier van Nieuw-Zeeland
Een van de grootste uitdagingen van Forbes' premierschap was de economische wereldwijde crisis die ook Nieuw-Zeeland raakte. Forbes reageerde hierop met maatregelen die de staatsschuld zouden verlagen, maar ook de economie stimuleerde. Coalitiegenoot Labour vond dat de rekening ten onrechte bij het armste deel van de bevolking terecht kwam en trok haar steun in. Forbes kon doorregeren met steun van de Hervormingspartij onder leiding van Coates.
Bij de verkiezingen van van 1931 behaalde de coalitie bestaande uit de Hervormingspartij en de United Party een meerderheid van eenenvijftig zetels. Forbes kon premier blijven, maar droeg het ministerschap van Financiën over aan de Hervormer William Downie Stewart. Forbes kreeg steeds vaker het verwijt dat hij zijn oren te veel liet hangen richting Coates. Dat beeld werd versterkt toen Stewart, met wie Forbes op een lijn zat, opstapte na een discussie met Coates over het te voeren financiële beleid.
Op economisch gebied bleef het kwakkelen. De kiezer nam dat Forbes en Coates kwalijk en Labour won de parlementsverkiezingen van 1935. Forbes had intussen zijn buik vol van de politiek, maar liet zich door zijn partij overhalen om in het parlement Oppositieleider te worden (Oppositieleider is in Nieuw-Zeeland de gebruikelijke aanduiding voor de leider van de grootste oppositiepartij). Hij leidde vanaf mei 1936 de nieuw gevormde National Party, ontstaan uit een fusie tussen de Hervormingspartij en de United Party. In oktober 1936 droeg hij het leiderschap over aan Adam Hamilton. Forbes bleef tot 1943 in het parlement. Hij overleed in 1947 en werd begraven bij zijn boerderij in Cheviot.